# Elymus batalinii
Elymus batalinii là một loài thực vật có hoa trong họ Hòa thảo. Loài này được (Krasn.) Á.Löve mô tả khoa học đầu tiên năm 1984.